# Tridactyle latifolia
Espèce
Tridactyle latifolia est une espèce de plantes à fleurs de la famille des Orchidaceae (les orchidées) et du genre Tridactyle, présente sur l'île de Principe (Sao Tomé-et-Principe) et au Gabon.